# Iouri Lontchakov
Iouri Valentinovitch Lontchakov (en russe : Юрий Валентинович Лончаков), né le 4 mars 1965, est un cosmonaute russe et un vétéran de trois missions dans l'espace.

## Biographie
Il servit comme parachutiste et pilote dans l'Armée de l'air russe. Il fut sélectionné en tant que candidat cosmonaute en 1997. Il est depuis 2014 directeur du centre d'entrainement des cosmonautes à la Cité des étoiles.

## Vols réalisés

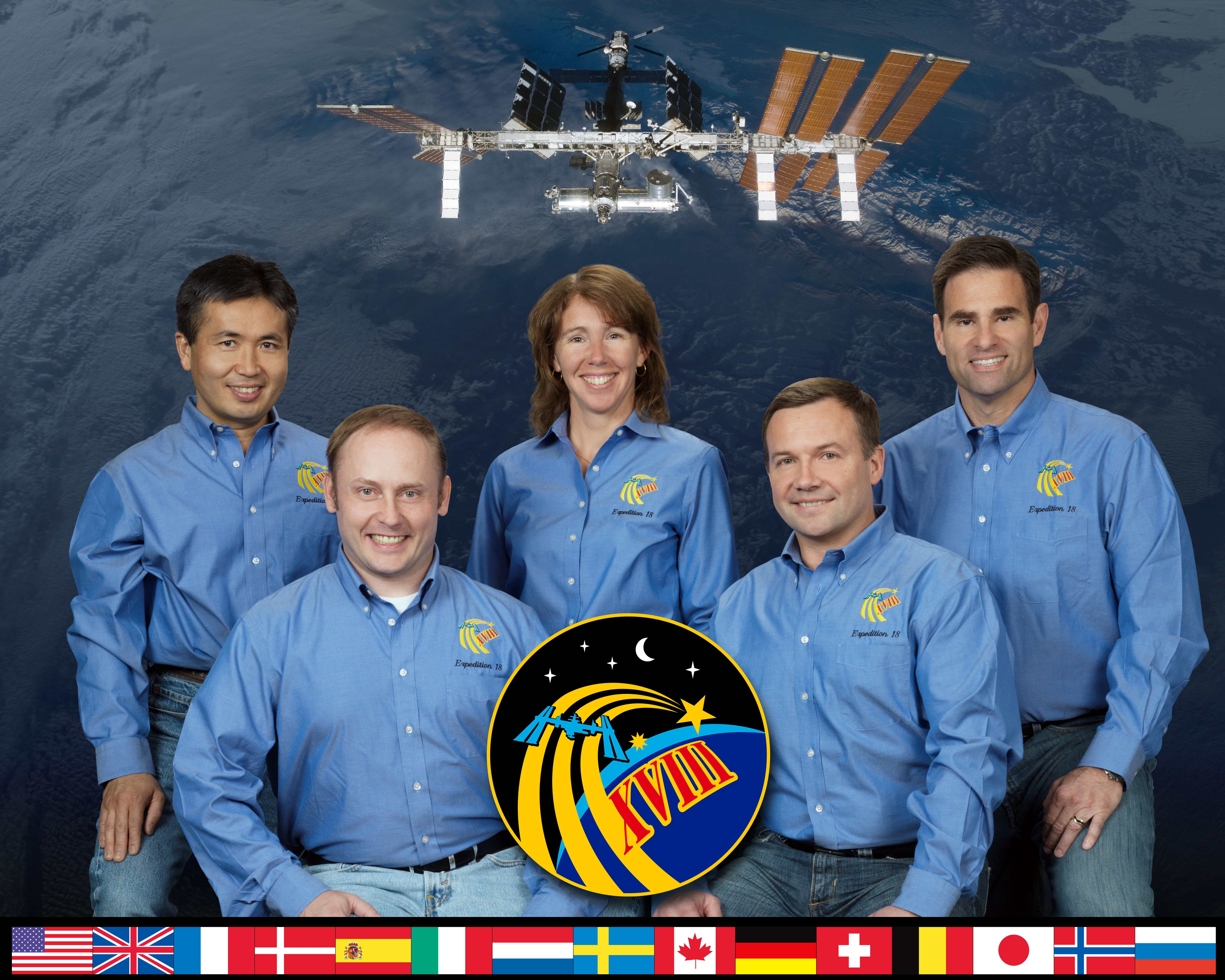
Une photo de 5 astronautes comprenant Iouri Lontchakov.

Le premier vol de Lontchakov était la mission STS-100 de la navette spatiale Endeavour, visitant la station spatiale internationale, du 19 avril 2001 au 1er mai 2001.
Lontchakov a encore visité l'ISS en 2002 à bord du vaisseau spatial russe Soyouz TMA-1, décollant le 30 octobre 2002. Il revint sur Terre le 10 novembre 2002, à bord de Soyouz TM-34.
Il fut commandant de l'expédition 18, du 12 octobre 2008 au 8 avril 2009, rejoignant l'ISS par le vol Soyouz TMA-13.